# 1481 год
1481 (ты́сяча четы́реста во́семьдесят пе́рвый) год  по юлианскому календарю — невисокосный год, начинающийся в понедельник. Это 1481 год нашей эры, 1‑й год 9‑го десятилетия XV века 2‑го тысячелетия, 2‑й год 1480‑х годов. Он закончился 544 года назад.
| Пн | Вт | Ср | Чт | Пт | Сб | Вс |
| 1  | 2  | 3  | 4  | 5  | 6  | 7  |
| 8  | 9  | 10 | 11 | 12 | 13 | 14 |
| 15 | 16 | 17 | 18 | 19 | 20 | 21 |
| 22 | 23 | 24 | 25 | 26 | 27 | 28 |
| 29 | 30 | 31 |    |    |    |    |

| Пн | Вт | Ср | Чт | Пт | Сб | Вс |
|    |    |    | 1  | 2  | 3  | 4  |
| 5  | 6  | 7  | 8  | 9  | 10 | 11 |
| 12 | 13 | 14 | 15 | 16 | 17 | 18 |
| 19 | 20 | 21 | 22 | 23 | 24 | 25 |
| 26 | 27 | 28 |    |    |    |    |

| Пн | Вт | Ср | Чт | Пт | Сб | Вс |
|    |    |    | 1  | 2  | 3  | 4  |
| 5  | 6  | 7  | 8  | 9  | 10 | 11 |
| 12 | 13 | 14 | 15 | 16 | 17 | 18 |
| 19 | 20 | 21 | 22 | 23 | 24 | 25 |
| 26 | 27 | 28 | 29 | 30 | 31 |    |

| Пн | Вт | Ср | Чт | Пт | Сб | Вс |
|    |    |    |    |    |    | 1  |
| 2  | 3  | 4  | 5  | 6  | 7  | 8  |
| 9  | 10 | 11 | 12 | 13 | 14 | 15 |
| 16 | 17 | 18 | 19 | 20 | 21 | 22 |
| 23 | 24 | 25 | 26 | 27 | 28 | 29 |
| 30 |    |    |    |    |    |    |

| Пн | Вт | Ср | Чт | Пт | Сб | Вс |
|    | 1  | 2  | 3  | 4  | 5  | 6  |
| 7  | 8  | 9  | 10 | 11 | 12 | 13 |
| 14 | 15 | 16 | 17 | 18 | 19 | 20 |
| 21 | 22 | 23 | 24 | 25 | 26 | 27 |
| 28 | 29 | 30 | 31 |    |    |    |

| Пн | Вт | Ср | Чт | Пт | Сб | Вс |
|    |    |    |    | 1  | 2  | 3  |
| 4  | 5  | 6  | 7  | 8  | 9  | 10 |
| 11 | 12 | 13 | 14 | 15 | 16 | 17 |
| 18 | 19 | 20 | 21 | 22 | 23 | 24 |
| 25 | 26 | 27 | 28 | 29 | 30 |    |

| Пн | Вт | Ср | Чт | Пт | Сб | Вс |
|    |    |    |    |    |    | 1  |
| 2  | 3  | 4  | 5  | 6  | 7  | 8  |
| 9  | 10 | 11 | 12 | 13 | 14 | 15 |
| 16 | 17 | 18 | 19 | 20 | 21 | 22 |
| 23 | 24 | 25 | 26 | 27 | 28 | 29 |
| 30 | 31 |    |    |    |    |    |

| Пн | Вт | Ср | Чт | Пт | Сб | Вс |
|    |    | 1  | 2  | 3  | 4  | 5  |
| 6  | 7  | 8  | 9  | 10 | 11 | 12 |
| 13 | 14 | 15 | 16 | 17 | 18 | 19 |
| 20 | 21 | 22 | 23 | 24 | 25 | 26 |
| 27 | 28 | 29 | 30 | 31 |    |    |

| Пн | Вт | Ср | Чт | Пт | Сб | Вс |
|    |    |    |    |    | 1  | 2  |
| 3  | 4  | 5  | 6  | 7  | 8  | 9  |
| 10 | 11 | 12 | 13 | 14 | 15 | 16 |
| 17 | 18 | 19 | 20 | 21 | 22 | 23 |
| 24 | 25 | 26 | 27 | 28 | 29 | 30 |

| Пн | Вт | Ср | Чт | Пт | Сб | Вс |
| 1  | 2  | 3  | 4  | 5  | 6  | 7  |
| 8  | 9  | 10 | 11 | 12 | 13 | 14 |
| 15 | 16 | 17 | 18 | 19 | 20 | 21 |
| 22 | 23 | 24 | 25 | 26 | 27 | 28 |
| 29 | 30 | 31 |    |    |    |    |

| Пн | Вт | Ср | Чт | Пт | Сб | Вс |
|    |    |    | 1  | 2  | 3  | 4  |
| 5  | 6  | 7  | 8  | 9  | 10 | 11 |
| 12 | 13 | 14 | 15 | 16 | 17 | 18 |
| 19 | 20 | 21 | 22 | 23 | 24 | 25 |
| 26 | 27 | 28 | 29 | 30 |    |    |

| Пн | Вт | Ср | Чт | Пт | Сб | Вс |
|    |    |    |    |    | 1  | 2  |
| 3  | 4  | 5  | 6  | 7  | 8  | 9  |
| 10 | 11 | 12 | 13 | 14 | 15 | 16 |
| 17 | 18 | 19 | 20 | 21 | 22 | 23 |
| 24 | 25 | 26 | 27 | 28 | 29 | 30 |
| 31 |    |    |    |    |    |    |

## События
- 1350—1490 — Борьба <<трески>> и <<крючков>>. Серия внутренних военных конфликтов, в основном, вокруг титула графа Голландии[1].
- 1455—1485 — война Алой и Белой Розы в Англии[2].
- 1475—1482 — турецкое завоевание Крыма. Завоевание Османской империей генуэзских колоний в Крыму и установление протектората над Крымским Ханством[3].
- 1477—1482 — война за бургундское наследство[4].
- 1480—1481 — закончилось Османское вторжение в Италию[5].
  - 1 мая — христиане окружили занятый османами город Отранто[5].
  - 3 мая — умер Мехмед II, что лишило турок сильного лидера, и они вынуждены были оставить Отранто[5].
- 6 января — ордынский хан Ахмат был убит в столкновении с войском тюменского хана Ибака (по другим сведениям ногайским мурзой Ямгурчи). В Большой Орде началась междоусобица. Ибак (Ибрагим) перевёл двор Ахмата (ордобазар) с реки Северский Донец в Чинги-Туру (рядом с сов. Тюменью)[6][7].
  - Муса, бей Ногайской Орды, вместе с сибирским ханом Ибрагимом, совершил поход на Большую Орду и Астраханское ханство[8].
- Раскрыт заговор литовско-русских князей с целью свержения Казимира IV и отъезда из ВКЛ на русскую службу к Ивану III Васильевичу[9].
- Вспыхивает с новой силой Испанская инквизиция.
- Присоединение графства Мэн и графства Прованс к королевскому домену Франции.
- Присоединение к Швейцарскому союзу Фрибура (Фрейбурга) и Золотурна.

## Русское государство
Правление: 1462—1505 — Иван III Васильевич
- 1480—1481 — Русско-ливонская война[10]: 
  - Начало года — Иван III выслал 20-тысячное московское войско под командованием воевод Ярослава Васильевича Оболенского и Ивана Васильевича Булгака Патрикеева, а также новгородскую рать во главе с наместниками Василием Фёдоровичем Китаем Шуйским и Иваном Зиновьевичем Станищевым. Василий Васильевич Бледный Шуйский возглавил в походе псковский полк[10].
  - Русские войска развили наступление в трёх направлениях. Одна часть войска наступала к замку Тарвасту, другая на замок Каркус, третья и основная, ведущая с собой наряд (артиллерию), в направлении Феллина. Уже через месяц удалось захватить первые две цели[10].
  - 1 марта — осаждён один из самых мощных замков Ливонского ордена — замок Феллин, служивший с 1471 года резиденцией магистра. Сам Бернхард фон дер Борх за день до подхода русских бежал в Ригу[10].
  - Московско-псковские рати сожгли посад замка и разрушили артиллерийским огнём внешние крепостные стены. Не дожидаясь штурма, жители Феллина предпочли дать крупный откуп (2 тысячи рублей). Осадное войско согласилось отступить, захватив значительную добычу, в том числе скот, коней и большой «полон». В знак победы псковичи забрали с собой восемь колоколов[10].
  - Русские войска разрушают крепость Динабург (сов. Даугавпилс)[11].
  - 1 сентября — Ливонские власти на фоне неудачного хода войны поспешили начать мирные переговоры. В Новгороде было подписано соглашение о 10-летнем перемирии. По мирному договору Дерптское епископство должно было ежегодно уплачивать так называемую Юрьевскую дань Пскову в размере одной гривны (равнявшейся одной немецкой марке или 6 венгерским золотым) с души[10].
- 02 февраля — Иван III заключает договор со своими братьями. Андрей Большой поучает от него Можайск, а Борис Васильевич получает десяток сёл[12].
- 24 августа — вследствие возникшего спора по поводу освящения Успенского собора, митрополит Геронтий уезжает в Симонов монастырь с намерением сложить с себя сан. Спор касается способа освящения собора: "посолонь" (по солнцу) или "не посолонь" (в противоположном направлении). Большинство священников, книжников, иноков и мирян держались мнения митрополита ("не посолонь"), а на стороне великого князя ("посолонь") , оказываются только ростовский владыка Иосаф и чудовский архимандрит Геннадий. Иван лично едет к митрополиту и бьёт челом, обещая в дальнейшем во всём слушаться его[12].
- Начало осени — Иван III посылает воевод на судах и Аристотеля Фиорованти с пушками под Казань, а сам с войском останавливается во Владимире[12].
- Конец года —  Иван III сватает за своего сына Ивана Ивановича Молодого — Елену, дочь молдавского (волашского) Стефана III Великого[12].
- Конец года — польский король пытается "пути ....не дати его послам", в ответ Иван приказывает крымскому хану Менгли-Гирею воевать королеву землю, что тот и исполняет[12].

### Города и поселения
- Для написания икон центрального иконостаса (не сохранился) в Успенском соборе Московского Кремля приглашаются иконописцы: Дионисий, поп Тимофей, Ярец и Коня[13].
- Вологда становится центром Вологодского уезда (см. 1462 год)[14].
- По летописным сообщениям иконописец Дионисий в составе артели, по заказу архиепископа ростовского Вассиана Рыло, написали "чюдно вельми" иконы для 3-ярусного иконостаса Успенского собора Московского Кремля[15].

## Начало правления
- 1481—1495 —  Жуан II Совершенный король Португалии[16].
- 1481—кон. 1490-х — Сеид-Ахмед хан Большой Орды[17].
- 1481—1502 — Шейх-Ахмед, последний хан Большой орды[17].
- 1481—1512 — Султан Баязид II Дервиш, сын Мехмеда II.

## Родились
См. также: Категория:Родившиеся в 1481 году
- 6 октября  —  у Ивана III рождается сын — Дмитрий Иванович Жилка[12].
- Кристиан II (1481—01.01.1559) — король Дании и Норвегии.
- Феодорит Кольский — святой Русской церкви.

## Скончались
См. также: Категория:Умершие в 1481 году
- Январь — Ахмед (хан Орды) убит в результате нападения сибирских и ногайских татар[18].
- 3 мая — Мехмед II, османский султан (1451-1481).
- 15 мая — Евфросин Псковский, преподобный Русской церкви, основатель Спасо-Елеазаровского монастыря.
- 05 июля — Андрей Васильевич Меньшой, младший брат великого князя Иван III, который при жизни задолжал великому князю 30.000 рублей, и в счёт этого долга, Ивану достаётся его удел, от которого другие братья не получает ничего[12].
- 28 августа — Афонсу V Африканский, король Португалии с 1438 года[16].